# Hatipli, Başçiftlik
Hatipli là một thị trấn thuộc huyện Başçiftlik, tỉnh Tokat, Thổ Nhĩ Kỳ. Dân số thời điểm năm 2011 là 2.494 người.